# Carlepont
Carlepont – miejscowość i gmina we Francji, w regionie Hauts-de-France, w departamencie Oise.
Według danych na rok 1990 gminę zamieszkiwało 1348 osób, a gęstość zaludnienia wynosiła 69 osób/km² (wśród 2293 gmin Pikardii Carlepont plasuje się na 212. miejscu pod względem liczby ludności, natomiast pod względem powierzchni na miejscu 94.).